# رأس العسة
رأس العسة هو رأس بحري جزائري يقع في ولاية عنابة في أعالي جبال سرايدي.